# Osvaldo Silva
Osvaldo Silva (Rio de Janeiro, 13 de fevereiro de 1930 — , ) é um cantor brasileiro. 
Em 1953, estreou em disco lançando os sambas-canção Carnaval e Quando, pela gravadora Copacabana.
Teve seu melhor momento na carreira em meados da década de 1950, quando assinou contrato com várias emissoras de rádio, passando a ser ouvido e reconhecido. Sua carreira foi meteórica e hoje está praticamente esquecido.

## Discografia
- 1953 - Carnaval/Quando • Copacabana
- 1954 - Maria Pirua/Vida incerta • Copacabana
- 1955 - A toca do José/Ela vai voltar • Columbia
- 1957 - Velho Rio/Lágrima sentida • Mocambo
- 1960 - Obrigado/Minha súplica • Lord
- 1961 - Tirrim, tirrim/Couro de cabrito • Santa Anita
- 1962 - Senhor/Não me chamo Antônio • Serenata